# Reicherskreuzer Heide
Koordinaten: 52° 0′ 11″ N, 14° 27′ 39″ O

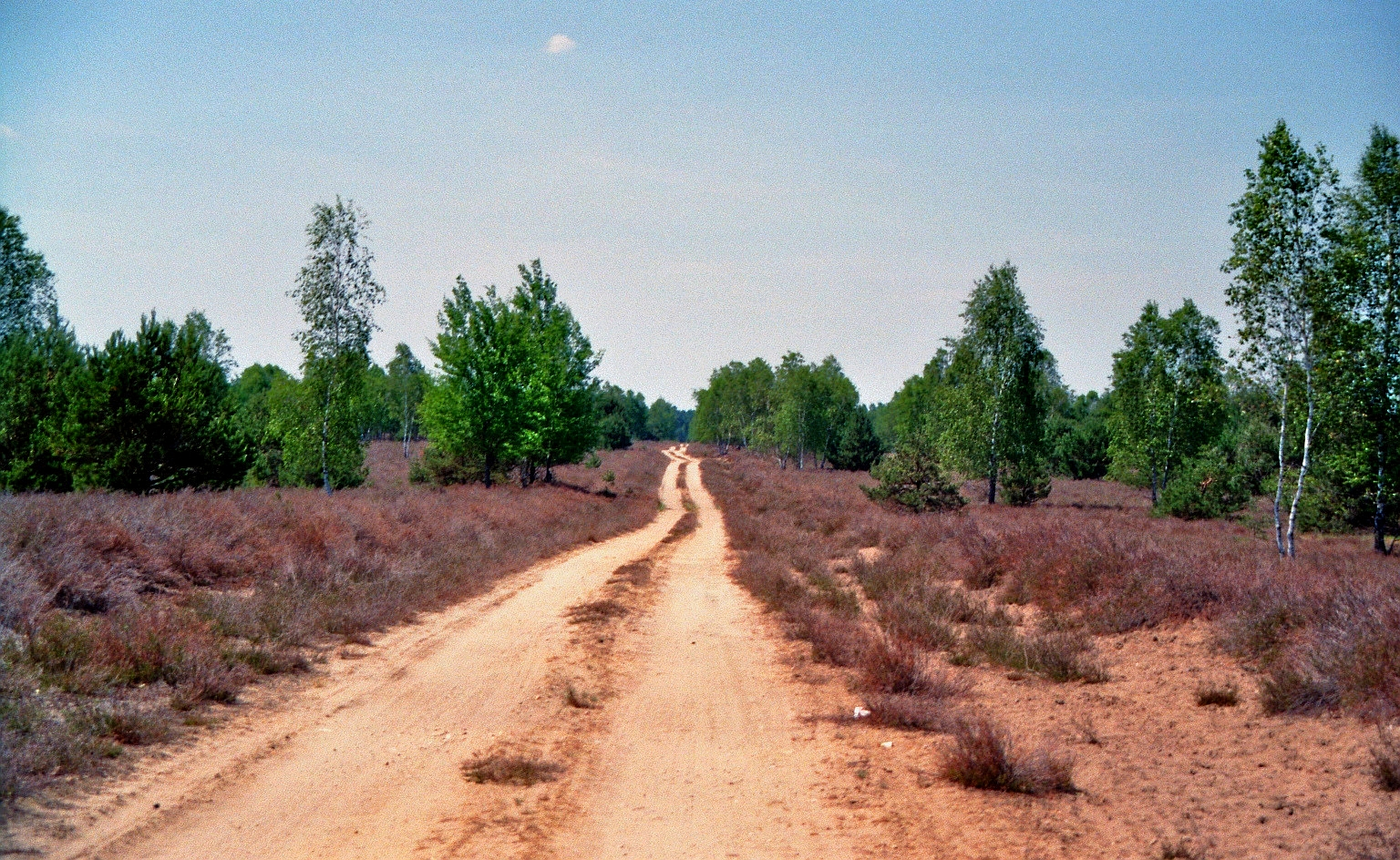
Sandweg durch die Reicherskreuzer Heide Anfang Juni 2011. Durch harte Fröste im Frühjahr war ein Großteil der Heidepflanzen oberirdisch verfroren, woraus die Braunfärbung resultierte.

Die Reicherskreuzer Heide ist eine Heidelandschaft östlich von Jamlitz und westlich von Schenkendöbern in Brandenburg. Sie ist ein Teilgebiet der ausgedehnten Lieberoser Heide. Leeskow, Reicherskreuz und Henzendorf begrenzen die Fläche nach Norden, Staakow und Pinnow nach Süden.

## Geschichte

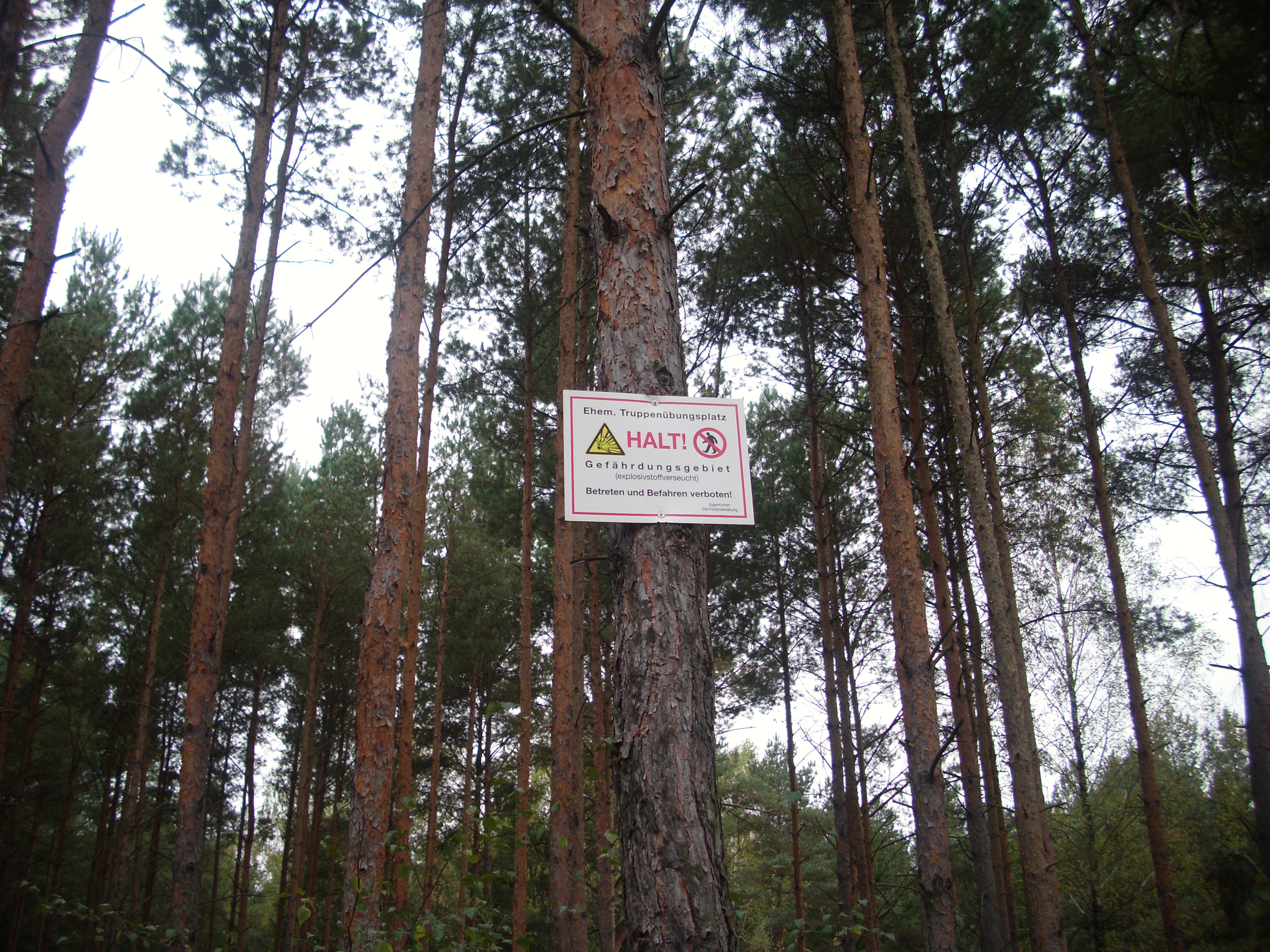
Munitionsbelastung.

In den Jahren 1942 und 1943 kam es in der Region zu etlichen Waldbränden, wobei man vermutete, dass der größte Brand (1943) gezielt gelegt wurde. Die so „geräumten“ Flächen sollten der im Herbst 1943 begonnenen Errichtung des SS-Truppenübungsplatz Kurmark zur Verfügung stehen. Der SS-Truppenübungsplatz entstand um das Dorf Jamlitz nahe der Kleinstadt Lieberose. Mitte April 1945 erfolgte die Räumung des SS-Truppenübungsplatzes auf Grund der Annäherung der Roten Armee. Die Rote Armee übernahm den Truppenübungsplatz und begann ihn ab 1954 weiter auszubauen. Bis 1992 wurde das Gelände als Schießplatz der GSSD und vor allem für Manöverübungen des Warschauer Paktes genutzt.

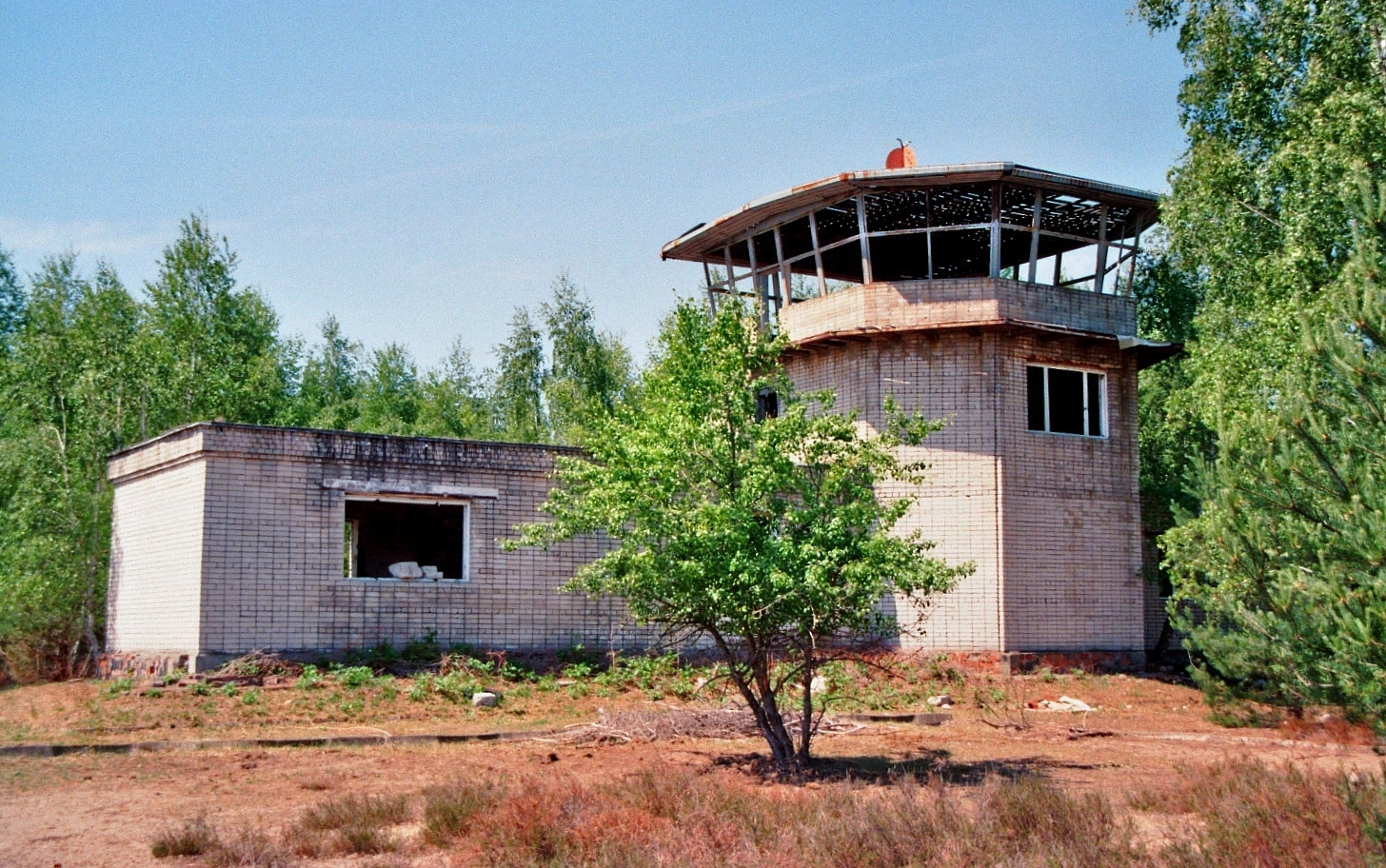
Verfallendes ehemaliges sowjetisches Militärgebäude.

Nach dem Abzug der Streitkräfte entschied sich die Bundeswehr im Jahr 1994 gegen eine weitere Nutzung des Geländes und es erfolgte die Übertragung der Flächen des Truppenübungsplatzes Lieberose an das Land Brandenburg. In dem abgeschlossenen Gebiet entwickelte sich eine große Artenvielfalt, da weite Teile des Geländes (etwa vier Fünftel) nur selten oder gar nicht militärisch belastet wurden, während andere Flächen intensiv genutzt wurden. Untersuchungen ergaben beispielsweise über 100 Brutvogelarten, über 400 Schmetterlings-, rund 220 Hautflügler- und 55 Libellenarten, so dass das Ende der militärischen Nutzung ein sinnvolles Konzept nach sich ziehen musste, vor allem auf Grund der hohen Munitionsbelastung des Geländes.

## Reicherskreuzer Heide und Schwansee
Die Reicherskreuzer Heide gehört zu dem 2840 Hektar großen Naturschutzgebiet Reicherskreuzer Heide und Schwansee. Dieses ist seit 1995 Bestandteil des Naturparks Schlaubetal. Ziel des Naturschutzes ist der Erhalt der durch die sechs Jahrzehnte lange Nutzung entstandenen Heidelandschaft und die Neubildung von Grundwasser. Es ist keine reine Heidefläche aus Besenginsterheide und Zwergstrauchheide, sondern durchsetzt von Brombeergestrüpp, Birken- und Kiefernwald. Der Waldbestand wird forstwirtschaftlich genutzt, die Heideflächen von Hausschafen beweidet, um ihren Charakter zu erhalten. Im Naturschutzgebiet finden sich neben dem Schwansee, einem eutrophen Rinnensee, auch der Kleinsee Splau, kleine Fließe und Moore.
Die ausgewiesenen Wanderwege, zum Beispiel zum Findlingspark Henzendorf, weisen teilweise mit Schildern darauf hin, dass auf Grund von Munitionsbelastung der Wanderweg keinesfalls verlassen werden darf. Auch Radwanderer können auf dem Spree-Neiße-Radwanderweg durch die Reicherskreuzer Heidelandschaft fahren – der 45,5 Kilometer lange Radweg von Beeskow nach Ratzdorf stellt die Verbindung zwischen dem Spree-Radweg im Westen und dem Oder-Neiße-Radweg im Osten her.